# Eddie Vinson

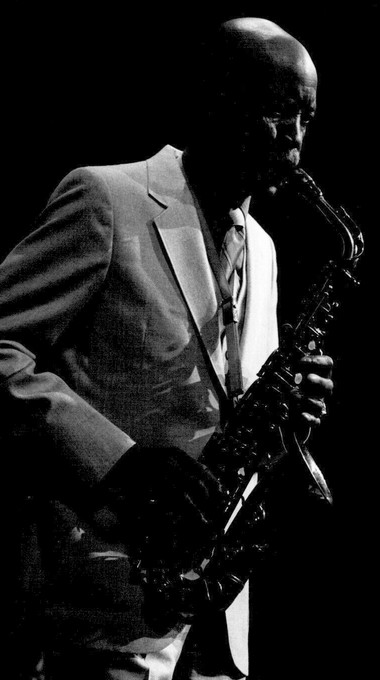
Eddie „Cleanhead“ Vinson (1980)

Eddie „Cleanhead“ Vinson (* 18. Dezember 1917 in Houston, Texas; † 2. Juli 1988 in Los Angeles) war ein US-amerikanischer Jazz- und Rhythm-and-Blues-Saxophonist, der auch als Blues-Sänger hervorgetreten ist.

## Leben und Wirken
Vinsons Eltern, beide Pianisten, brachten ihn früh mit Musik in Berührung. Bereits an der Highschool begann er Saxophon zu spielen. Er wurde 1935 Mitglied der Band von Chester Boone, der zu dieser Zeit auch T-Bone Walker angehörte. Von 1936 bis 1941 spielte er gemeinsam mit den Saxophonisten Arnett Cobb und Illinois Jacquet in der Band von Milt Larkin.
1941 ging er nach New York City und wurde Blues Shouter im Cootie Williams Orchestra, wo er Klassiker wie „Cherry Red“ einspielte. 1945 gründete er seine eigene Band, der auch der damals noch unbekannte John Coltrane angehörte. Hier entstanden einige seiner besten Stücke, u. a. „Kidney Stew“ und der legendäre „Cleanhead Blues“. In die R&B („Race Records“) Charts gelangte er 1947 mit „Old Maid Boogie“ (#2).
Kurzzeitig spielte er in der Band von Count Basie, und in den 1960er Jahren arbeitete er in der Johnny Otis Show. In den 1970er und 1980er Jahren war er mit seinem charakteristischen Mischstil aus Jazz und Blues vor allem in Europa erfolgreich und hatte einige Schallplatten aufgenommen, etwa mit Joe Pentzlin und beim Montreux Jazz Festival 1971. Er spielte aber auch in den USA Tonträger ein, so ein Album mit der Gruppe Roomful of Blues und ein Live-Album mit Arnett Cobb und Alan Dawson.

## Trivia
Als Eddie Vinson bei Cootie Williams spielte, wollte er – der damaligen Mode entsprechend – seine krausen Locken glätten. Der Erfolg war, dass ihm die Haare büschelweise ausgingen – so konnte er nicht auftreten, er musste sich also eine Glatze scheren lassen. Kurz darauf nahm er den „Cleanhead Blues“ auf, der die damaligen Hit-Paraden stürmte. Als sich einige Monate später seine Haare wieder erholten, blieb er für den Rest seines Lebens bei der täglichen Schädelrasur, denn lockig konnte er den „Blues vom kahlen Mann“ nicht vortragen.
Der junge John Coltrane, der damals in Mister Cleanheads Band das zweite Altsaxophon blies, musste, um zu eigenen Soli zu kommen, zum Tenorsaxophon wechseln – der Erfolg ist bekannt.

## Diskographische Hinweise
- Cleanhead and Cannonball (Milestone, 1961/62) mit Cannonball & Nat Adderley, Joe Zawinul, Sam Jones, Louis Hayes
- Kidney Stew is Fine (Delmark, 1969) mit Hal Singer, Jay McShann, T-Bone Walker
- Jamming The Blues (Black Lion, 1974)
- Redux: Live at the Keystone Korner (savant, 1979)
- Cleanhead Blues (Camden, 1978–1982) mit Ray Bryant, George Duvivier, Alan Dawson
- I Want a Little Girl (OJC, 1981)

## Lexigraphische Einträge
- Ian Carr, Digby Fairweather, Brian Priestley: Rough Guide Jazz. Der ultimative Führer zur Jazzmusik. 1700 Künstler und Bands von den Anfängen bis heute. Metzler, Stuttgart/Weimar 1999, ISBN 3-476-01584-X.
- Leonard Feather, Ira Gitler: The Biographical Encyclopedia of Jazz. Oxford University Press, New York 1999, ISBN 0-19-532000-X.